# 재즈 팝
재즈 팝(Jazz-pop)은 재즈가 생겨난 초창기부터 재즈와는 다른 장르로 분리되었다. 1930년대 재즈는 빅 밴드 시대에 접어들면서 빅 밴드는 두 가지의 종류로 나뉘는데, 곧 스위트 밴드(Sweet Band), 핫 밴드(Hot Band)로 나뉜다. 스위트 밴드는 멜로디를 가장 중시하면서 춤추기에 좋은 가벼운 스윙 리듬을 구사하는 스타일이다. 핫 밴드는 블루스 필과 드라이브 감있는 리듬 플로, 솔로 연주자들의 즉흥 연주를 중시하는 스타일이다. 스위트 밴드는 일반 대중들의 지지를 받은 반면 연주자들에게는 선호하지 않는 경향이 있었으며, 프랭크 시나트라, 토니 베넷, 멜 토메와 같은 팝 가수들이 재즈의 영향을 받은 가수들의 백 밴드로서 활동하였다.
재즈 팝은 최근 마이클 부블레, 제이미 컬럼 같은 가수들을 통하여 연주되고 있다.